# Гюмери
Гюмери́ (фр. Gumery) — коммуна во Франции, находится в регионе Шампань — Арденны. Департамент — Об. Входит в состав кантона Ножан-сюр-Сен. Округ коммуны — Ножан-сюр-Сен.
Код INSEE коммуны — 10169.
Коммуна расположена приблизительно в 95 км к юго-востоку от Парижа, в 90 км юго-западнее Шалон-ан-Шампани, в 55 км к западу от Труа.

## Население
Население коммуны на 2008 год составляло 226 человек.
| 1962 | 1968 | 1975 | 1982 | 1990 | 1999 | 2008 |
| ---- | ---- | ---- | ---- | ---- | ---- | ---- |
| 212  | 227  | 217  | 202  | 210  | 216  | 226  |

## Экономика
В 2007 году среди 136 человек в трудоспособном возрасте (15—64 лет) 103 были экономически активными, 33 — неактивными (показатель активности — 75,7 %, в 1999 году было 77,8 %). Из 103 активных работали 95 человек (53 мужчины и 42 женщины), безработных было 8 (4 мужчины и 4 женщины). Среди 33 неактивных 6 человек были учениками или студентами, 14 — пенсионерами, 13 были неактивными по другим причинам.

## Достопримечательности
- Древне-римская дорога
- Церковь Сен-Север (XII век), построенная из песчаника[3]
- Часовня Нотр-Дам